# Şüvəlan Baku
Şüvəlan Baku (azer. Şüvəlan Futbol Klubu) – azerski klub piłkarski, z siedzibą w stolicy kraju Baku, grający w Azərbaycan Birinci Divizionu.

## Historia
Chronologia nazw:
- 1996: AMMK Baku (azer. AMMK Bakı)
- 2005: Olimpik Baku (azer. Olimpik Bakı)
- 2009: Olimpik-Şüvəlan Baku (azer. Olimpik-Şüvəlan Bakı)
- 2010: AZAL PFK Baku (azer. AZAL PFK Bakı)
- 2017: Şüvəlan Baku (azer. Şüvəlan Bakı)

Klub futsalowy AMMK został założony w mieście Baku w 1996 i reprezentował Azerski Międzynarodowy Młodzieżowy Komitet (ros. Азербайджанский Международный Молодежный Комитет). Na początku klub występował w amatorskich rozgrywkach a później w profesjonalnych. Dwukrotnie zdobywał mistrzostwo Azerbejdżanu w futsalu. Reprezentował Azerbejdżan w Lidze Mistrzów. W 2004 zarejestrował się jako klub piłkarski i debiutował w pierwszej lidze Azerbejdżanu. Zajął pierwsze miejsce i zdobył awans do najwyższej ligi.
W 2005 klub zmienił nazwę na Olimpik i debiutował w rozgrywkach Yuksek Liqa, w której występuje do dziś. W 2009 klub zmienił nazwę na Olimpik-Szuvalan, a w 2010 roku na AZAL PFK Baku.

## Sukcesy
- wicemistrz Azerbejdżanu: 2007/2008

## Europejskie puchary
Legenda do wszystkich tabel:
- Q – runda eliminacyjna, 1/16, 1/8, 1/4, 1/2 – odpowiednia faza rozgrywek, Grupa – runda grupowa, 1r gr – pierwsza runda grupowa, 2r gr – druga runda grupowa, F – finał, R – runda, PO – play-off
- k. – rzuty karne, los. – losowanie, Dogr. – dogrywka, w. – zasada bramek strzelonych na wyjeździe

| Sezon   | Rozgrywki   | Runda | Przeciwnik | Dom | Wyjazd | Ogólnie |
| ------- | ----------- | ----- | ---------- | --- | ------ | ------- |
| 2008/09 | Puchar UEFA | 1Q    | Vojvodina  | 1–1 | 0–1    | 1–2     |
| 2011/12 | Liga Europy | 1Q    | FK Mińsk   | 1–1 | 1–2    | 2–3     |